# Spoorlijn Halle - Hann. Münden
De spoorlijn Halle - Hann. Münden is een Duitse spoorlijn (samen met een deel van de Hannöversche Südbahn ook Halle-Kasseler Bahn genoemd). De lijn is dubbelsporig en geëlektrificeerd, en loopt door de deelstaten Saksen-Anhalt, Thüringen, Hessen en Nedersaksen. De spoorlijn begint in Halle en loopt verder via Sangerhausen, Nordhausen, Leinefelde en Eichenberg naar Hann. Münden. Hier sluit de lijn aan op de Hannöversche Südbahn naar Kassel. Het traject tussen Blankenheim en Leinefelde was onderdeel van de Kanonenbahn tussen Berlijn en Metz.

## Verloop

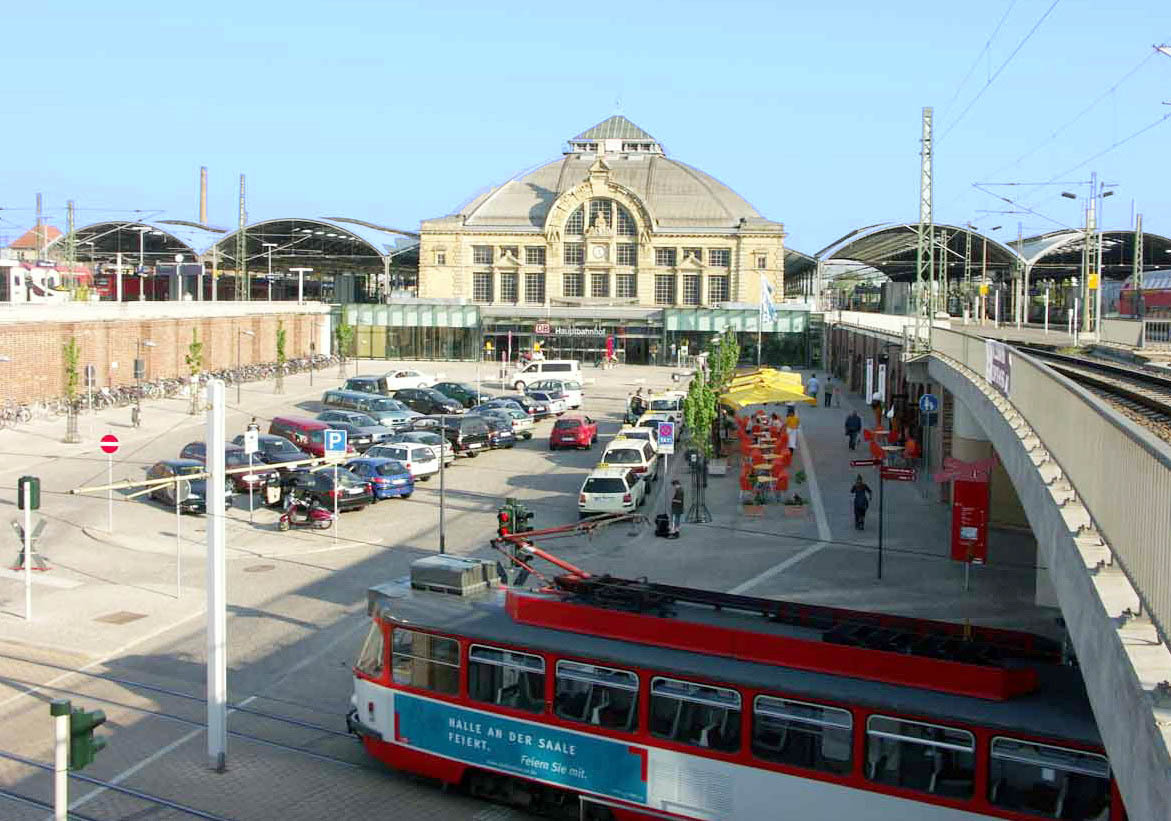
Halle (Saale) Hbf; de treinen naar Sangerhausen - Kassel vertrekken vanaf de westzijde, rechts in beeld (2006)

De spoorlijn klimt vanuit Halle via Lutherstadt Eisleben het Mansfelder Land op. Bij Blankenheim ligt de enige tunnel van de lijn. Vanaf hier daalt de lijn weer, tot bij Sangerhausen de Goldene Aue wordt bereikt, een laagvlakte tussen de Harz en de Kyffhäuser. Aan de westzijde van de Goldene Aue bereikt de lijn het Thüringse Nordhausen. Vanaf hier stijgt het tracé weer, langs Bleicherode en doorkruist Leidefelde en Heilbad Heiligenstadt het Eichsfeld. De lijn wisselt bij Eichenberg het dal van de rivier de Leine voor het dal de rivier de Werra en volgt deze tot het Nedersaksische Hann. Münden.
Tot de elektrificatie werden goederentreinen bij het beklimmen van de hellingen aan beide zijde van de Blankenheimer Tunnel (Blankenheimer Rampe of Riestedter Rampe) extra aangeduwd. Daarvoor was er bij het onderhoudsbedrijf in Röblingen am See 120 jaar lang locomotieven gestationeerd.

## Geschiedenis

### Planning en opening
Al tijdens de planning van de spoorlijn Halle - Bebra werd in 1838 een variant via Nordhausen bediscussieerd, alleen ging de voorkeur uit voor een tracé via Erfurt. Door aanhoudende druk uit de regio sloot de staat Pruisen en de Magdeburg-Köthen-Halle-Leipziger-Eisenbahn-Gesellschaft in 1862 een overeenkomst voor een spoorlijn van Halle naar Heiligenstadt.
Hoewel Kassel als eindpunt werd voorzien, bleef een verder verloop nog omstreden, doordat het voorkeurstracé door het Werra- en Fuldadal in het Koninkrijk Hannover liep. Pruisen was in een directe verbinding naar Kassel geïnteresseerd, die onafhankelijk was van de Thüringische Eisenbahn-Gesellschaft.
In januari 1863 werd de concessie formeel verleend, kort daarna begonnen de werkzaamheden. Op 1 september 1865 werd het trajectdeel van Halle via Eisleben tot Sangerhausen geopend, op 10 juli 1866 tot Nordhausen en op 9 juli 1867 volgde het trajectdeel via Leinefelde en Heiligenstadt tot Arenshausen. Na de annexatie van het Koninkrijk Hannover als gevolg van de Duitse Oorlog in 1866 verzochte Pruisen de spoorwegmaatschappij een lijn aan te leggen via Großalmerode, Helsa en Kaufungen, om de Kaufunger Wald met zijn glashutten en mijnen te ontsluiten. Dit tracé had veel bochten en hellingen.

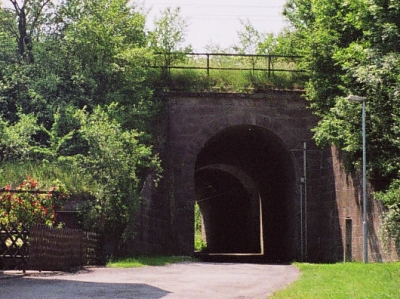
Bij Arenshausen kruist een landweg beide spoortracés. De voorste ging van 1867 tot 1884 naar Friedland, de achterste lijn gaat vanaf 1872 (met onderbreking tussen 1945-1990) naar Eichenberg (2007)

De spoorwegmaatschappij verzette zich en bouwde in ieder geval de verbinding via Friedland (Han) naar Göttingen (1 augustus 1867 geopend), hierdoor ontstond er via een lange en zware omweg een verbinding met Kassel. De overige werkzaamheden werden uitgesteld.
In 1969 zette de spoorwegmaatschappij door, Arenshausen werd via Eichenberg, Witzenhausen-Nord (noordzijde van de gemeente, aan de overzijde van de Werra) en Hedemünden verbonden met Hann. Münden. Vanaf hier werd de bestaande verbinding naar Kassel dubbelsporig uitgebreid. Op 13 maart 1872 werd de laatste deel van de spoorlijn geopend.

### Ontwikkelingen tot 1945

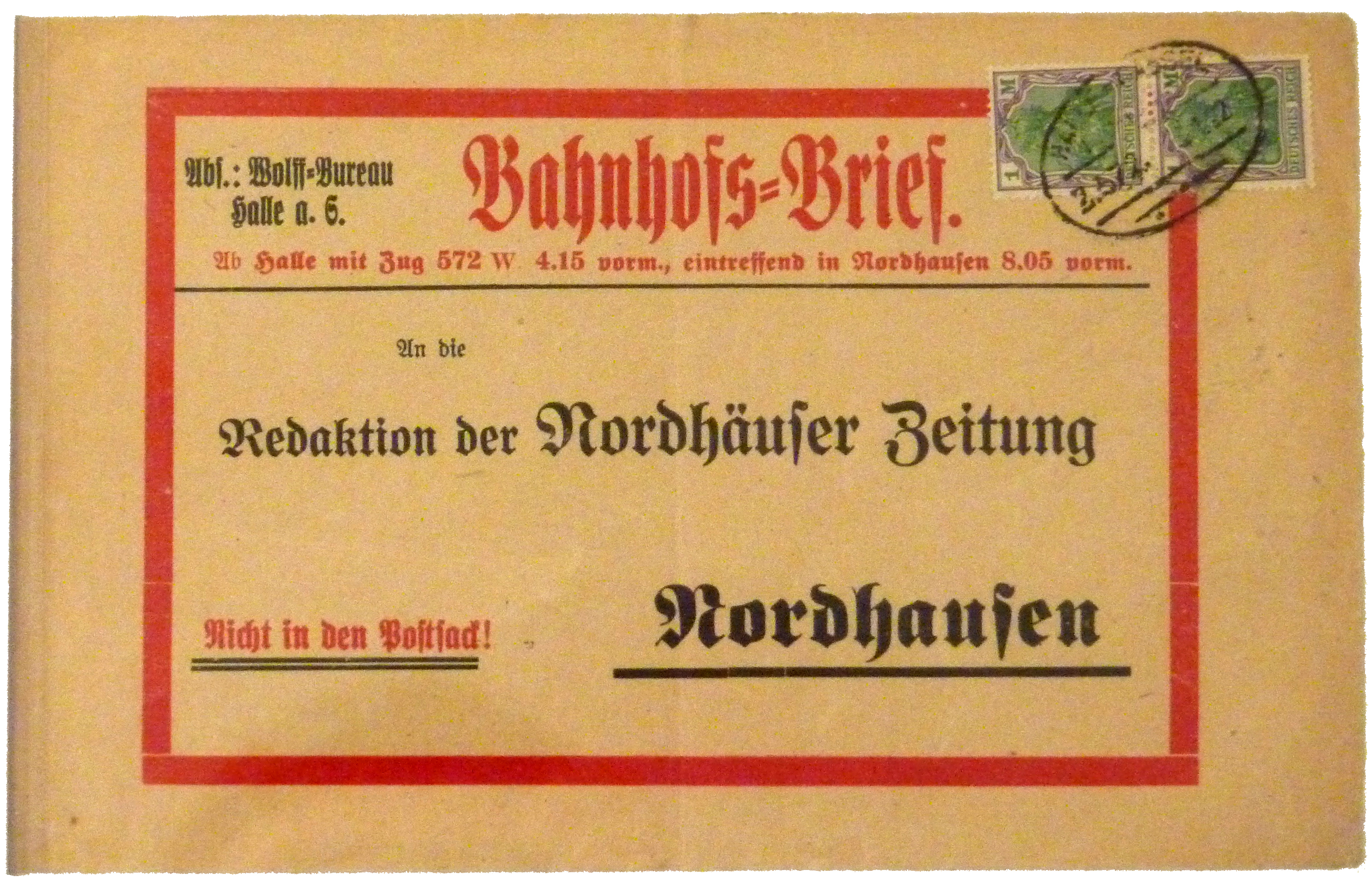
Stationsbrief van Halle naar Nordhausen aan de redactie van de Nordhäuser Zeitung. De spoorpoststempel is van de spoorlijn Halle - Kassel.

Het verkeer ontwikkelde zich snel. Al na enkele jaren werden meerdere aansluitende spoorlijnen in gebruik genomen, zo werd in 1869 de spoorlijn Northeim - Nordhausen (Südharzstrecke) en de spoorlijn Wolkramshausen - Erfurt (Nordhausen-Erfurter Eisenbahn) geopend. In 1870 volgde de spoorlijn Gotha - Leinefelde. Vanaf 1876 werd in Eichenberg de spoorlijn Frankfurt - Göttingen, onderdeel van de latere Noord-Zuidlijn, van Friedland naar Eschwege en Bebra verlegd.
Op 1 juni 1876 werd de spoorlijn genationaliseerd, ook omdat het onderdeel werd van het project de Kanonenbahn. Deze militaire strategische spoorwegverbinding maakte van de spoorlijn Halle - Hann. Münden gebruik tussen Blankenheim en Leinefelde. Daarvoor werd in 1879 de spoorlijn Berlijn - Blankenheim oostelijk van de Blankenheimer Tunnel aangesloten. Ook nog in 1879 kwam er de verbinding Sangerhausen - Erfurt erbij. Vanaf Leidefelde werd de lijn richting Gotha voor de Kanonenbahn gebruikt. De uitbreiding van de spoorlijn Halle - Hann. Münden was niet alleen militair gemotiveerd, maar ook een drukmiddel voor de nationalisering van de Thüringer Bahn (1882-1886).
Al in 1884 werd de verbinding Arenshausen - Friedland gesloten. Het tracé van deze lijn is nog te herkenning in het landschap als begroeide spoordijk.
Samen met de Südharzstrecke, Sollingbahn en de spoorlijn Ottbergen - Altenbeken maakte het trajectdeel Nordhausen - Halle onderdeel uit van een belangrijke oost-west goederenverbinding; iets minder treinverkeer verliep van Maagdenburg en Halle via Nordhausen en Kassel naar Frankfurt am Main. In het reizigersverkeer verliep bijvoorbeeld op het trajectdeel Leinefelde - Eichenberg in de zomer 1939 elke werkdag vier sneltreinparen, vijf exprestreinen en tien reizigerstreinen.
Noordwestelijk van Nordhausen in de buurt van de Südharzstrecke werd in 1943 het concentratiekamp Mittelbau-Dora opgericht, die behoorde bij een uitgebreide ondergrondse wapenfabriek. Om het doorgaand treinverkeer buiten dit gebied te houden, werd er begonnen om een verbinding aan te leggen van de Südharzstrecke bij Osterhagen naar de spoorlijn Halle - Hann. Münden bij Nordhausen. De bouw van de Helmetalbahn kostte meer dan honderd dwangarbeiders het leven. De lijn kwam nooit af, omdat het vanaf 1945 door de Duits-Duitse grens werd doorkruist. De spoordijk en brughoofden zijn vandaag de dag nog terug te vinden.
In de laatste jaren van de Tweede Wereldoorlog werd de lijn met pantser- en militaire transporten, maar ook met gevangen transporten overbelast. Reparaties vonden nauwelijks plaats. Het Hoofdstation van Halle werd op 31 maart 1945 zwaar beschadigd. Duitse troepen bliezen begin april bij het terugtrekken de Werrabrug op. Op 7 april werd in station Sangerhausen een munitietrein geraakt, die hierdoor explodeerde. Tien dagen later was het gebied rondom de lijn door de Amerikanen bezet.
In mei 1945 vond er op deeltrajecten alweer treinverkeer plaats.

### Scheiding in 1945
Nadat Duitsland werd opgedeeld in geallieerde bezettingszones werd de lijn tussen Arenshausen en Eichenberg onderbroken. De laatste trein over de latere Duits-Duitse grens reed op 24 juli 1945, toen de Amerikaanse troepen Thüringen aan het Rode Leger overgaven. Bij de volgende door de Rode Leger gecontroleerde demontage kwam het op 16 april 1946 bij Eisleben door een ingreep van Sovjetsoldaten in het spoorbedrijf tot een zwaar spoorwegongeval. 24 mensen vonden de dood en tientallen raakte gewond.
In de volgende jaren werden verdreven Duitsers, vrijgelaten krijgsgevangenen en andere "Displaced persons" met de trein naar Arenshausen gebracht, om vervolgens lopend naar Friedland te gaan. Tot 1952 was er de hoop, dat de lijn heropend kon worden. In plaats daarvan werd de grens steeds moeilijker te passeren. Vanaf 1952 lang het station Arenshausen in het Sperrgebiet, de treinen reden wel tot Arenshausen, maar kon alleen worden gebruikt met een speciale toestemming. De sporen over de grens van Arenshausen tot Eichenberg werden opgebroken.

### Wederopbouw en verdere uitbreidingen in de DDR
Tot 1947 werd het tweede spoor over de gehele lengte afgebroken, maar van Halle naar Sangerhausen in 1954 weer herbouwd. In 1965 werd de spoorlijn bij Berga-Kelbra verlegd, om in de Helme een stuwdam te bouwen (Stuwmeer Kelbra).
Het station Sangerhausen werd na de oorlog in 1964 volgens het nieuwe bouwen herbouwd.
Het delven van potas en de nieuwe cementfabriek bij Deuna leidde ertoe dan tot 1979 de spoorlijn werd verdubbeld tot Sollstedt, omdat het goederenverkeer toenam. In 1986 werd voor de elektrificering van Halle tot Leinefelde besloten, de werkzaamheden begon in januari 1989 en waren in 1993 afgerond.

### Wederopbouw en verdere uitbreidingen in de BDR
De brug over de Werra bij Hedemünde en die van de Hannöversche Südbahn over de Fulda bij Ihringshausen waren zwaar beschadigd, maar konden al in augustus 1945 weer enkelsporig gebruikt worden en vanaf 1949 dubbelsporig. Bovendien is vanaf 25 september 1964 de westelijke deel van de spoorlijn Halle - Hann. Münden geëlektrificeerd. Daarbij werd het station Eichenberg omgebouwd en de verbinding naar Halle afgebroken.
Tot de opening van de via Kassel lopende hogesnelheidslijn Hannover - Würzburg was het westelijke deel van de spoorlijn een verbindingslijn tussen Kassel en Göttingen voor het Intercity-verkeer.
Göttingen was een overstapstation, de IC-treinen die de directe weg van Bebra naar Göttingen zonder stop in Eigenberg reden, kwamen niet in Kassel.
In samenhang met de HSL waren er plannen het trajectdeel tussen Eichenberg en Kassel tot een enkelsporige regionale lijn af te waarderen.
Bij de bouw van de HSL werd de Hannöversche Südbahn in Fuldatal-Ihringshausen en Vellmar verlegd, waarbij geen station meer voorzien was. De gemeente Fuldatal vocht een jarenlange juridische strijd met de Deutsche Bundesbahn voor de heropening van het station.
De Hannöversche Südbahn werd tussen Göttingen en Hann. Münden via Dransfeld in twee fases tussen 1980 en 1995 stilgelegd en aansluitend opgebroken. Sindsdien wordt het zuidelijke deel van de Hannöversche Südbahn tussen Hann. Münden en Kassel ook wel gezien als onderdeel van de Halle-Kasseler Bahn. Ook omdat de treinen vanuit Göttingen via Eichenberg over een deel van de spoorlijn Halle - Hann. Münden moet rijden om in Kassel te komen.

### Verkeersproject Duitse Eenheid

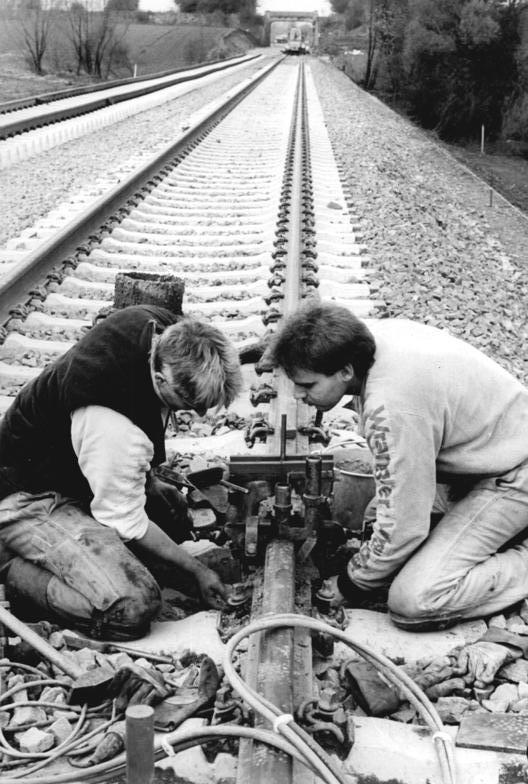
Herbouw van het trajectdeel Arenshausen - Eichenberg in april 1990

Eind november 1989 werd de sluiting van de 3,9 kilometer lange onderbreking tussen Arenshausen en Eichenberg bediscussieerd en op 30 november werd het plan vastgesteld. Nog in januari 1990 werd een grensovergang gepland. Enige weken later werd hiervoor alleen nog container voorzien. In januari 1990 begonnen de werkzaamheden. Daarbij kwam ook de verlenging van de perrons van beide stations voor extra lange treinen (476 meter in Eichenberg).
Bij de herbouw van de sporen was er een eigenaardigheid, doordat beide spoorwegmaatschappijen als eerste begonnen met de bouw van het rechtse spoor (voor de BDR het zuidelijke spoor en voor de DDR het noordelijke spoor), waardoor ze bij de grens niet aansloten. Vanuit het oosten volgde enkele weken later het tweede spoor. Op 3 mei 1990 waren de sporen aangesloten en op 26 mei reed de eerste trein van Arenshausen naar Eichenberg. De reguliere exploitatie ving op 27 mei 1990 aan, tot 30 juni met douanecontrole.

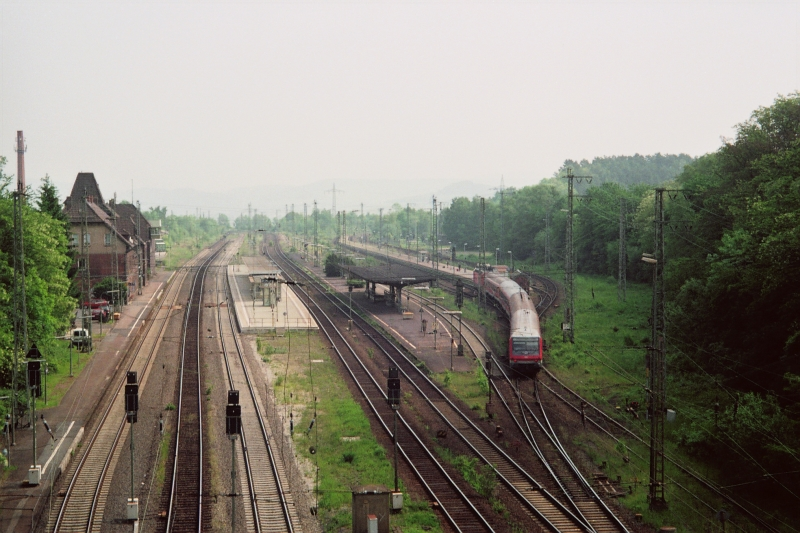
Het station Eichenberg met de Regional-Express naar Halle (2007). Alleen de drie rechtse sporen gaan richting het oosten.

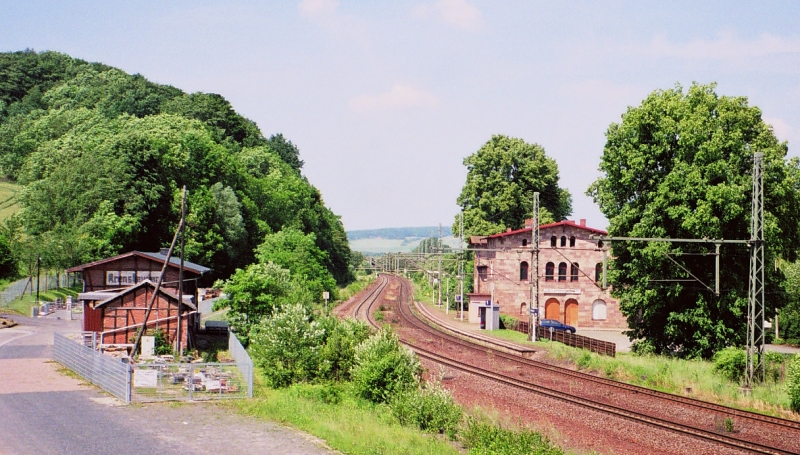
Het station Arenshausen in 2007 is nu een halte, het perron richting Heiligenstadt ligt verder naar het oosten. Voor de grenscontrole was er een veel langer perron aangelegd, waarvan alleen nog wat grondresten zijn overgebleven (2007).

In Eichenberg werd het perron voor de treinen vanuit Halle oostelijk van de bestaande sporen aangelegd. De heropende verbinding werd enkelsporig en in het zuidwesten aangesloten op de bestaande sporen. Daarvoor werd de baanvaksnelheid van de lijn duidelijk begrensd. De Noord-Zuidlijn gaat met een fly-over over de lijn naar Hann. Münden, de treinen uit Leinefelde naar Hann. Münden rijden hier links anders moet het hele emplacement worden overgestoken.
In 1991 werd het Verkeersproject Duitse Eenheid vastgesteld. Daarvoor hoorde, als project nummer 6, de uitbreiding van de spoorlijn van Eichenberg naar Halle.
Het 170 kilometer lange project (waarvan 86 kilometer in de deelstaat Thüringen) zou in 1994 afgerond worden. De lijn werd tot 1994 voor € 268 miljoen dubbelsporig (tot Eichenberg) uitgebreid en geëlektrificeerd, tussen Halle en aansluiting Bernterode West werd in kader van het project al in januari 1989 de lijn geëlektrificeerd.
Parallel daaraan werd voor € 1,4 miljard de Südharzautobahn nieuw gebouwd, de spoorlijn tussen Bleicherode en Wallhausen wordt vijfmaal door deze snelweg gekruist.
In 1998 werd aan de noordoostzijde van Eichenberg een directe verbinding geopend, die treinverkeer tussen Halle (of Erfurt) en Göttingen mogelijk maakt (de Eichenberge Kurve).
Bij de nieuwe dienstregeling op 23 mei 1993 kwam elektrische exploitatie in dienst en kon de baanvaksnelheid omhoog van 50 tot 80 km/h naar 120 km/h op een aantal trajectdelen. Daarbij werd een Interregio-lijn van Halle via Kassel naar Frankfurt over de spoorlijn gelegd. Er werden dagelijks 34 langeafstands-, 30 regionale en 102 goederentreinen verwacht. De Interregio via deze spoorlijn bleef maar twee jaar bestaan, evenals de van het begin rijdende Interregio's via Münden van Hamburg naar Konstanz werden later via de HSL geleid.
In het jaar 2003 werd er een Interconnex-verbinding van Rostock via Berlijn, Halle en Keulen naar Neuss aangeboden, maar deze bleef maar enkele maanden bestaan.
In kader van een festiviteit werd bij de nieuwe dienstregeling op 9 december 2007 het station Gernrode, die de naam Niederorschel droeg om verwarringen met Gernrode im Harz te voorkomen, hernoemd naar Gernrode-Niederorschel.

### Verdere plannen

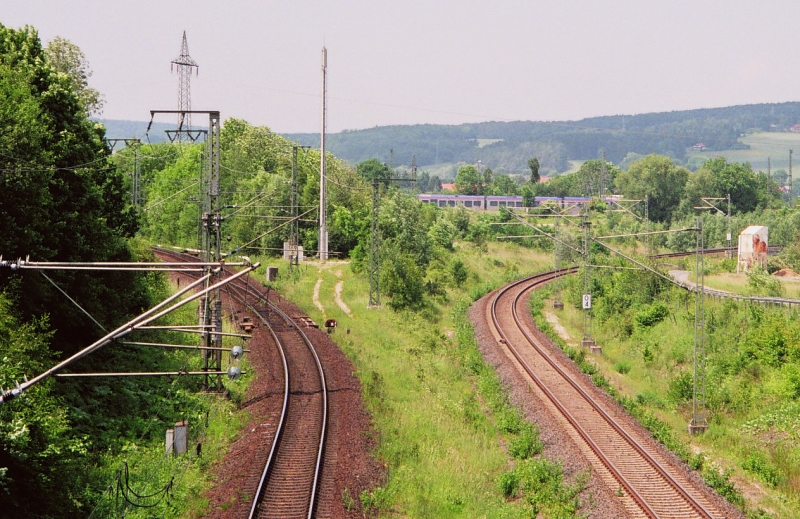
Spoordriehoek bij Eichenberg, naar rechts gaat de lijn richting Friedland en Göttingen, naar links richting Eichenberg en Hann. Münden. In de achtergrond is een cantus-treinstel te zien die rijdt tussen Göttingen en Fulda (2007).

In de komende jaren zijn er geen verdere uitbreidingen te verwachten; de spoorlijn wordt wel geleidelijk voorzien van elektrische seinbeveiliging en aansturing. Daarbij wordt de treinbeïnvloeding (PZB 90) geüpgraded. Daarnaast is oostelijk van Leinefelde, in het bijzonder tussen Sangerhausen en Angersdorf, aanzienlijke renovaties nodig. Tevens moet er nog langzaam worden gereden in de buurt van Halle-Rosengarten (50 km/h). In het "OV-plan" van de deelstaat Saksen-Anhalt werd een verbouwing van dit trajectdeel voorzien met een snelheidsverhoging na 140 km/h, tevens hoopt de deelstaat dat ook het goederenverkeer groeit.
Het rijkswegenplan (Bundesverkehrswegeplans) voorziet bij het zuidelijke deel van de Hannöversche Südbahn een verbindingslijn van Speele naar Mönchehof aan de spoorlijn Aken - Kassel, zodat goederentreinen tussen Hann. Münden en het Ruhrgebied niet meer hoeven kop te maken in Kassel.
Het project is omstreden, de Verkehrsclub Deutschland en Pro Bahn stelde voor om de lijn via Ottbergen uit te breiden, van het noorden van de Hannöversche Südbahn naar het westen afbuigende lijnen (Sollingbahn en Eggebahn). Voor het goederenverkeer wordt al de Eichenberger Kurve deels gebruikt om zonder kop te maken in Kassel naar het Ruhrgebied te rijden. Vanaf Eichenberg wordt via Hannover-Linden over de spoorlijn Hannover - Soest gereden naar Hamelen waar wordt afgebogen naar de spoorlijn Elze - Löhne om bij Löhne over de spoorlijn Minden - Hamm naar het Ruhrgebied te rijden.

## Huidige exploitatie

### Reizigersverkeer

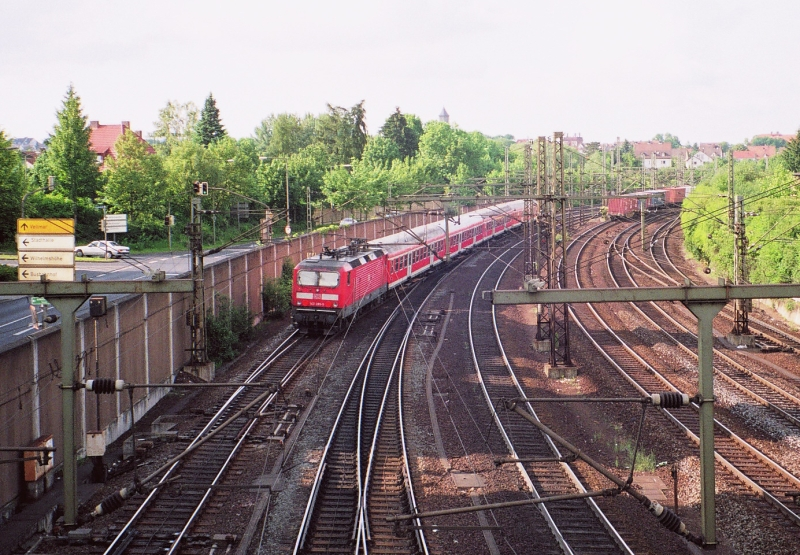
Regional-Express naar Halle verlaat Kassel-Wilhelmshöhe. Tot Ihringshausen wordt de HSL (links) gebruikt, tot Hann. Münden de Hannöversche Südbahn (2007).

De gehele lijn wordt in de dienstregeling van 2008 door een Regional-Express-lijn Kassel - Halle elke twee uur bediend; de overige treinen maken deels gebruik van de lijn. Een deel van de lijn wordt gebruikt door de Regional-Express-lijnen Göttingen - Leinefelde - Gotha - Erfurt - Gera - Zwickau/Glauchau, Nordhausen - Erfurt en Maagdenburg - Erfurt, die ook elke twee uur rijden, bedient. Hierbij komt de lijn Kassel - Leinefelde - Erfurt die vanaf 15 december 2013 door DB Regio Südost wordt geëxploiteerd (daarvoor Erfurter Bahn). Vanaf de nieuwe dienstregeling op 13 december 2009 tot 14 december 2014 reed op vrijdag eenmaal de Intercity Kyffhäuser vanaf Frankfurt (Main) Hbf via Halle (Saale) Hbf naar Leipzig Hbf en op zondag weer terug.
De exploitatie wordt aangevuld met Regionalbahn-treinen. In Halle rijden de treinen van de lijn S7 van de S-Bahn Mitteldeutschland een deel over de spoorlijn, namelijk het traject over de Saalebrug. De verbinding Halle - Nordhausen wordt elke uur door een Regionalbahn-lijn bediend, die tot 2015 als herinnering aan de mijnbouwindustrie "Kupfer-Express" (Koper-Expres) heette, bestaande uit een Baureihe 143 en dubbeldeksrijtuigen.
Vanaf 13 december 2015 wordt de spoorlijn door Abellio Rail Mitteldeutschland (NS-dochter) bediend, deze had de Europese aanbesteding van de deelstaat Thüringen gewonnen. Voor de dienst wordt gebruikgemaakt van Talent 2 treinstellen van het type Baureihe 442.
De volgende lijnen maken gebruik van deze spoorlijn:
| Serie | Treinsoort                                        | Route | Bijzonderheden                                                          |
| ----- | ------------------------------------------------- | --- | ----------------------------------------------------------------------- |
| RE 1  | Regional-Express (DB Regio Südost)                | Göttingen – Leidefelde – Bad Langensalza – Gotha – Neudietendorf – Erfurt Hbf – Weimar – Jena-Göschwitz – Gera Hbf – Gößnitz – Glauchau (Sachs)                                           | Eenmaal per twee uur                                                    |
| RE 2  | Regional-Express (DB Regio Südost)                | Kassel-Wilhelmshöhe – Hann. Münden – Eichenberg – Heilbad Heiligenstadt – Leinefelde – Bad Langensalza – Erfurt Hbf                                                                       | Eenmaal per twee uur                                                    |
| RE 9  | Regional-Express (Abellio Rail Mitteldeutschland) | Kassel-Wilhelmshöhe – Hann. Münden – Eichenberg – Heilbad Heiligenstadt – Leinefelde – Wolkramshausen – Nordhausen – Sangerhausen – Lutherstadt Eisleben – Halle (Saale) Hbf – Bitterfeld | Eenmaal per twee uur                                                    |
| RE 10 | Regional-Express (DB Regio Südost)                | Erfurt Hbf – Sömmerda – Sangerhausen – Hettstedt – Staßfurt – Schönebeck – Magdeburg Hbf                                                                                                  | Eenmaal per twee uur                                                    |
| RE 19 | Regional-Express (Abellio Rail Mitteldeutschland) | Leinefelde – Wolkramshausen – Nordhausen – Sangerhausen – Lutherstadt Eisleben – Halle (Saale) Hbf – Bitterfeld – Wolfen – Dessau Hbf                                                     | Eenmaal per twee uur; enkele treinen van/naar Dessau Hbf                |
| RE 55 | Regional-Express (DB Regio Südost)                | Nordhausen – Sondershausen – Greußen – Erfurt Hbf | Eenmaal per twee uur                                                    |
| RE 56 | Regional-Express (DB Regio Südost)                | Nordhausen – Sondershausen – Greußen – Erfurt Hbf | Eenmaal per twee uur                                                    |
| R 8   | Regionalbahn (cantus)                             | Göttingen – Eichenberg – Hann. Münden – Kassel Hbf |                                                                         |
| RB 51 | Regionalbahn (Abellio Rail Mitteldeutschland)     | Heilbad Heiligenstadt – Leinefelde – Bleicherode Ost – Wolkramshausen – Nordhausen |                                                                         |
| RB 75 | Regionalbahn (Abellio Rail Mitteldeutschland)     | Eilenburg – Delitzsch ob Bf – Halle (Saale) Hbf – Lutherstadt Eisleben – Sangerhausen – Nordhausen                                                                                        | Eenmaal per twee uur in het weekend; enkele treinen van/naar Nordhausen |
| S 7   | S-Bahn Mitteldeutschland (Abellio Rail)           | Halle (Saale) Hbf – Angersdorf – Lutherstadt Eisleben – Sangerhausen |                                                                         |

### Goederenverkeer

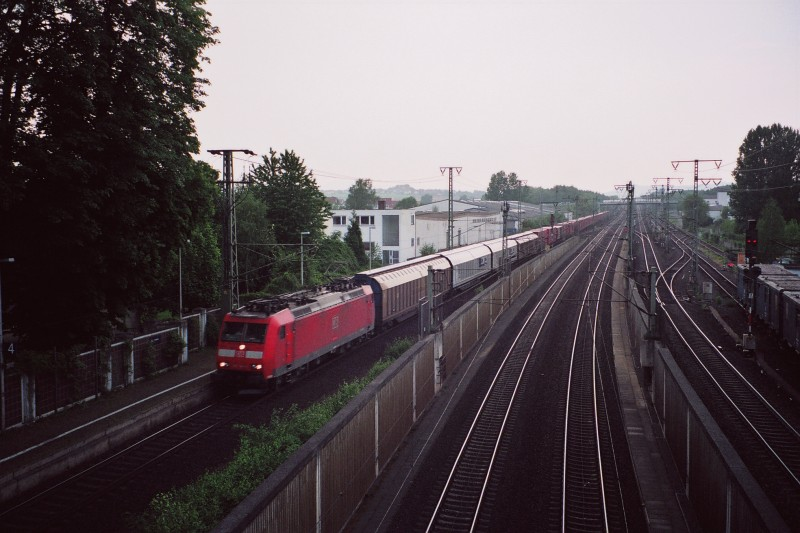
Station en aansluiting Ihringshausen met een goederentrein richting Eichenberg. Buitenste sporen zijn die van de Hannöversche Südbahn, de binnenste van de HSL Hannover - Würzburg (2007)

Over de gehele spoorlijn komt hoofdzakelijk goederenverkeer voor. Daarmee was de beoogde verdeling van treinverkeer op de oost-westverbindingen van voor 1945 ingesteld tussen de Harz en de Thüringer Woud. Tussen Sangerhausen en Nordhausen (spoorlijn Halle - Hann. Münden) rijdt het goederenverkeer en tussen Erfurt en Bebra (spoorlijn Halle - Bebra) het snelle reizigersverkeer. Een verdere groei van het goederenverkeer staat het niet kruisingsvrije emplacement van Eichenberg en de faciliteiten voor rijrichtingswisselingen in Kassel voor treinen naar het Ruhrgebied.

### Omleidingslijn

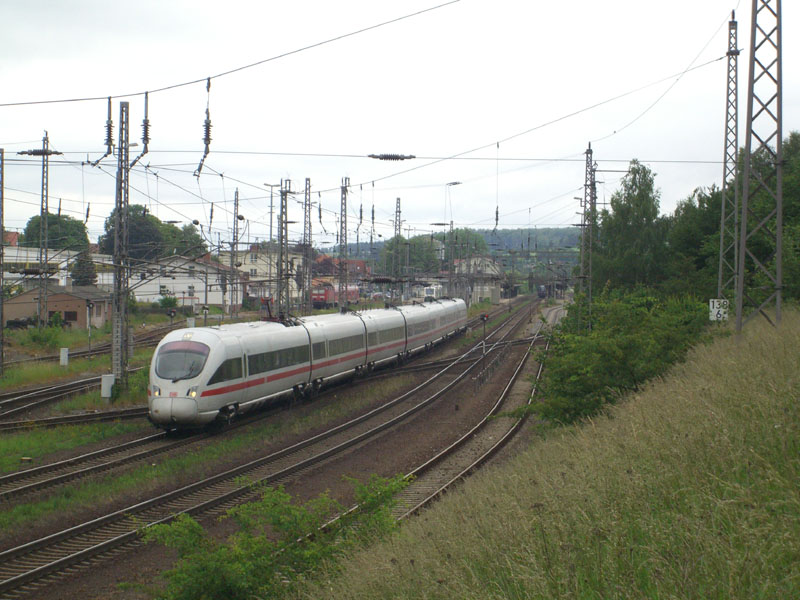
Omgeleide ICE naar Dresden rijdt door Leinefelde (2007)

Bij verstoringen en werkzaamheden op de spoorlijn Halle - Bebra rijden de Intercity-Express- en Intercity-treinen gedeeltelijk of helemaal om via de spoorlijn Halle - Hann. Münden. Dit gebeurde voornamelijk door verbouwingswerkzaamheden van Erfurt Hauptbahnhof.
De spoorlijn Sangerhausen - Erfurt werd geëlektrificeerd, waardoor er voor de spoorlijn Halle - Bebra een snelle omleidingsroute ontstond.

## Aansluitingen
In de volgende plaatsen was of is er een aansluiting van de volgende spoorweglijnen:
Halle
DB 6132, spoorlijn tussen Berlijn en Halle
DB 6340, spoorlijn tussen Halle en Bebra
DB 6344, spoorlijn Halle - Vienenburg
DB 6345, spoorlijn tussen Halle en Cottbus
DB 6403, spoorlijn tussen Maagdenburg en Leipzig
Angersdorf
DB 6356, spoorlijn tussen Merseburg en Halle-Nietleben
DB 6389, spoorlijn tussen Merseburg en Angersdorf
Teutschenthal
DB 6840, spoorlijn tussen Teutschenthal en Salzmünde
Röblingen am See
DB 6803, spoorlijn tussen Röblingen am See en Vitzenburg
Blankenheim
DB 6118, spoorlijn tussen Berlijn en Blankenheim
Sangerhausen
DB 6300, spoorlijn tussen Sangerhausen en Erfurt
Berga-Kelbra
DB 6722, spoorlijn tussen Berga-Kelbra en Stolberg (Thyraliesel)
spoorlijn tussen Berga-Kelbra en Artern (Kyffhäuser Kleinbahn)
Nordhausen
DB 1810, spoorlijn tussen Northeim en Nordhausen (Südharzstrecke)
Wolkramshausen
DB 6302, spoorlijn tussen Wolkramshausen en Erfurt
Bleicherode Ost
DB 6717, spoorlijn tussen Bleicherode en Herzberg
Leinefelde
DB 6296, spoorlijn tussen Gotha en Leinefelde
DB 1811, spoorlijn tussen Wulften - Leinefelde (Untereichsfeldbahn)
Heilbad Heiligenstadt
DB 6734, spoorlijn tussen Heilbad Heiligenstadt en Schwebda
Eichenberg
DB 3600, spoorlijn tussen Frankfurt en Göttingen
DB 3922, spoorlijn Großalmerode Ost en Eichenberg (Gelstertalbahn)
Hann. Münden
DB 1732, spoorlijn tussen Hannover en Kassel (Hannöversche Südbahn)

## Stations

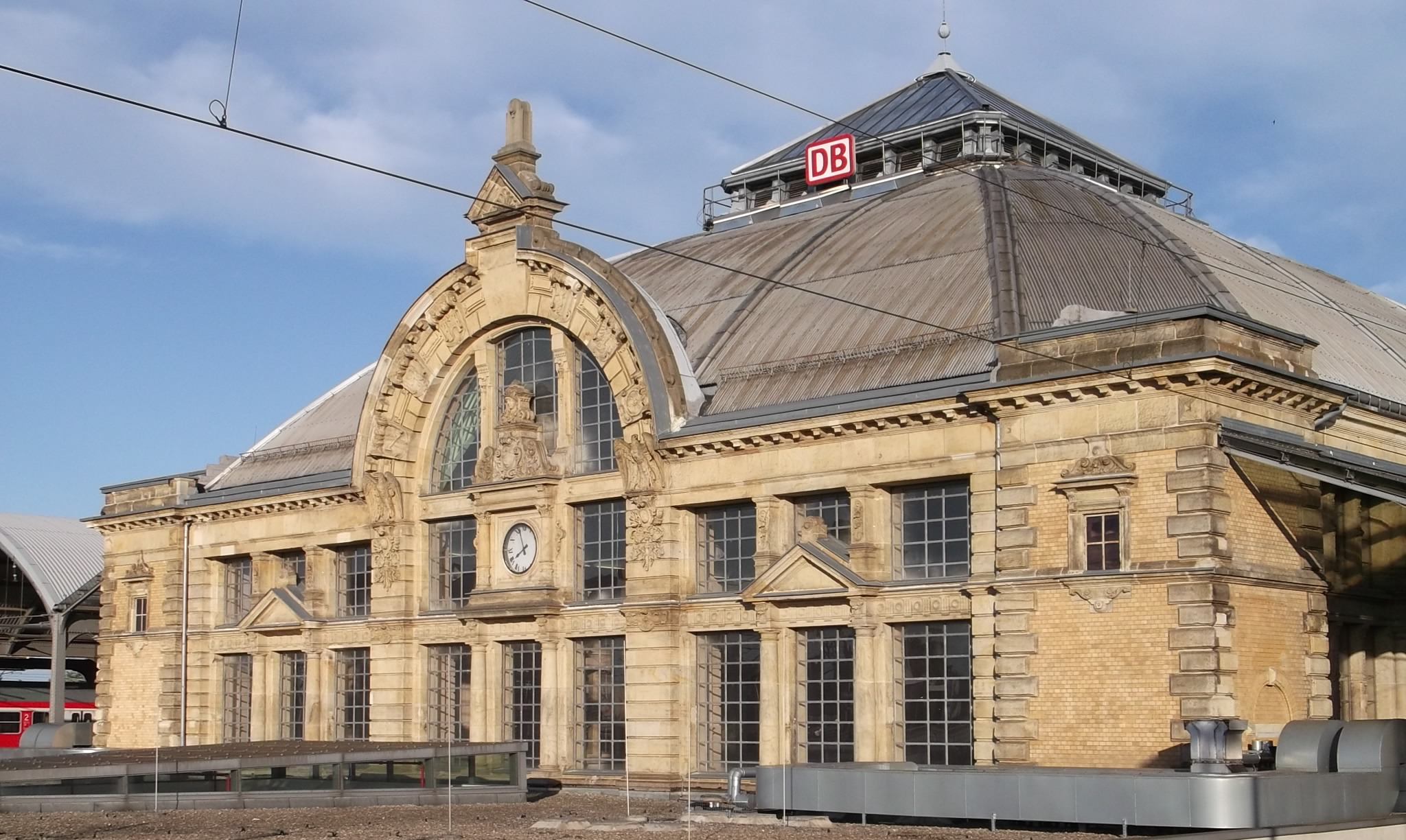
Halle (Saale) Hauptbahnhof
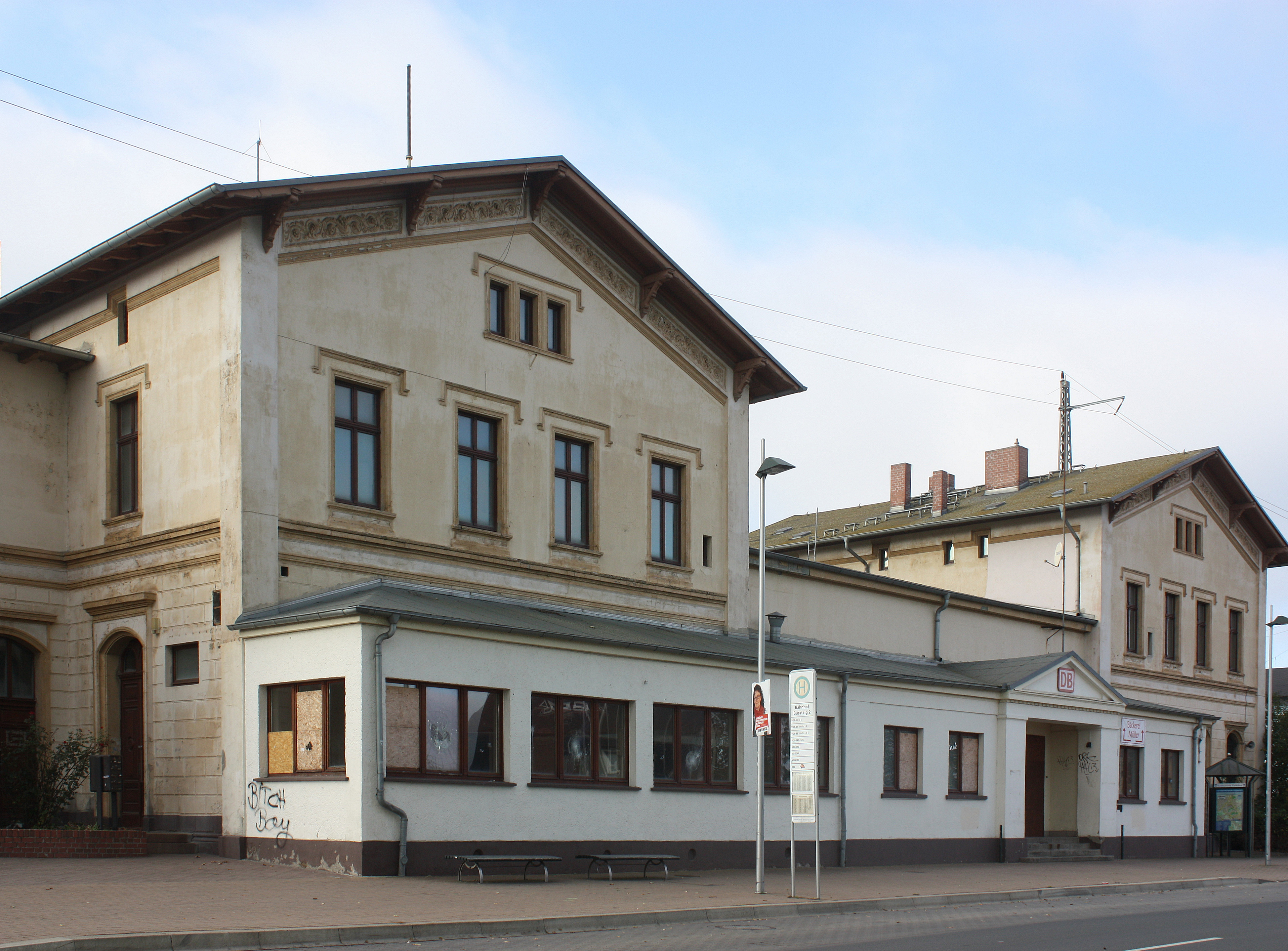
Station Eisleben
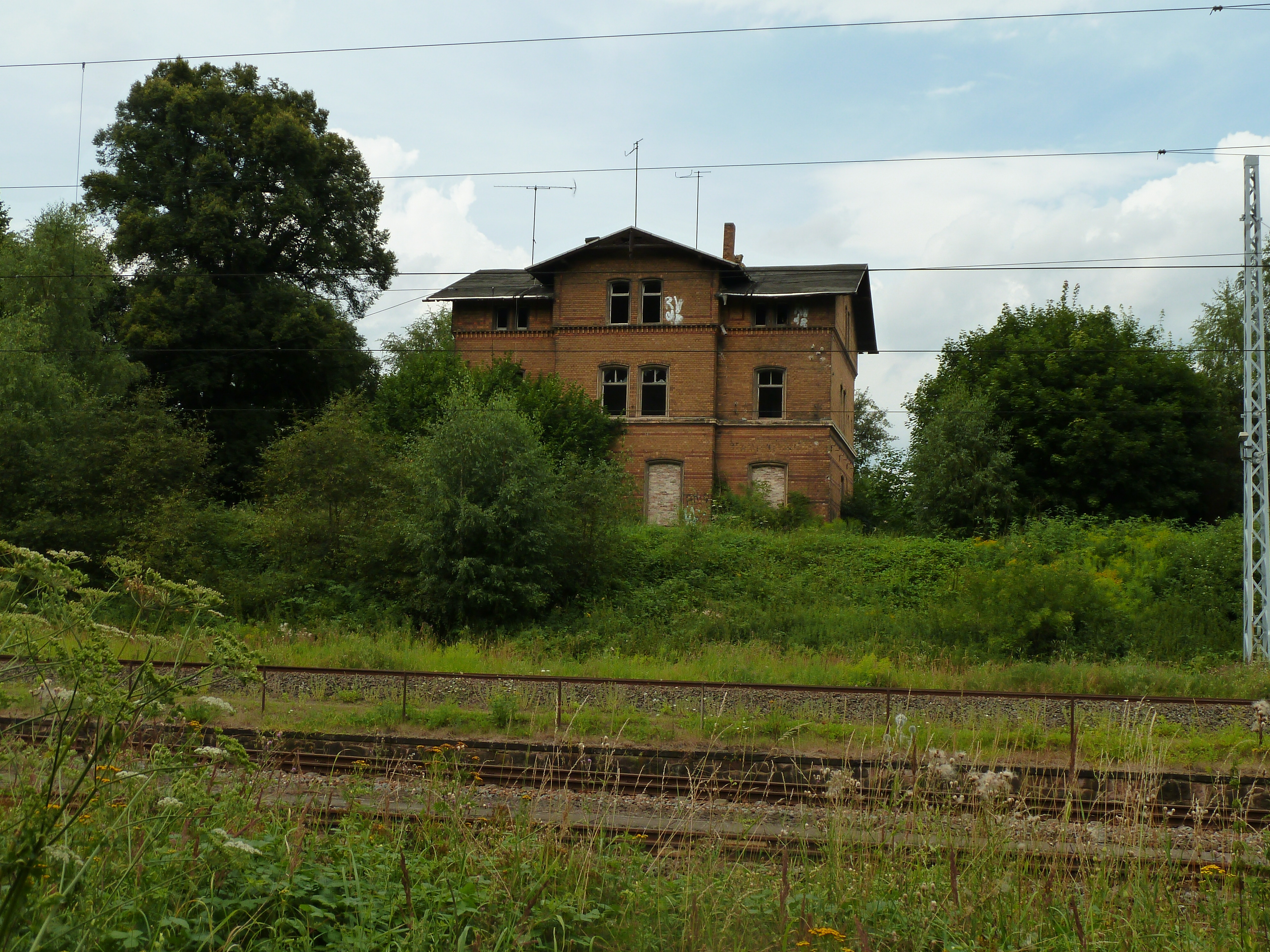
Kruisingsstation Blankenheim
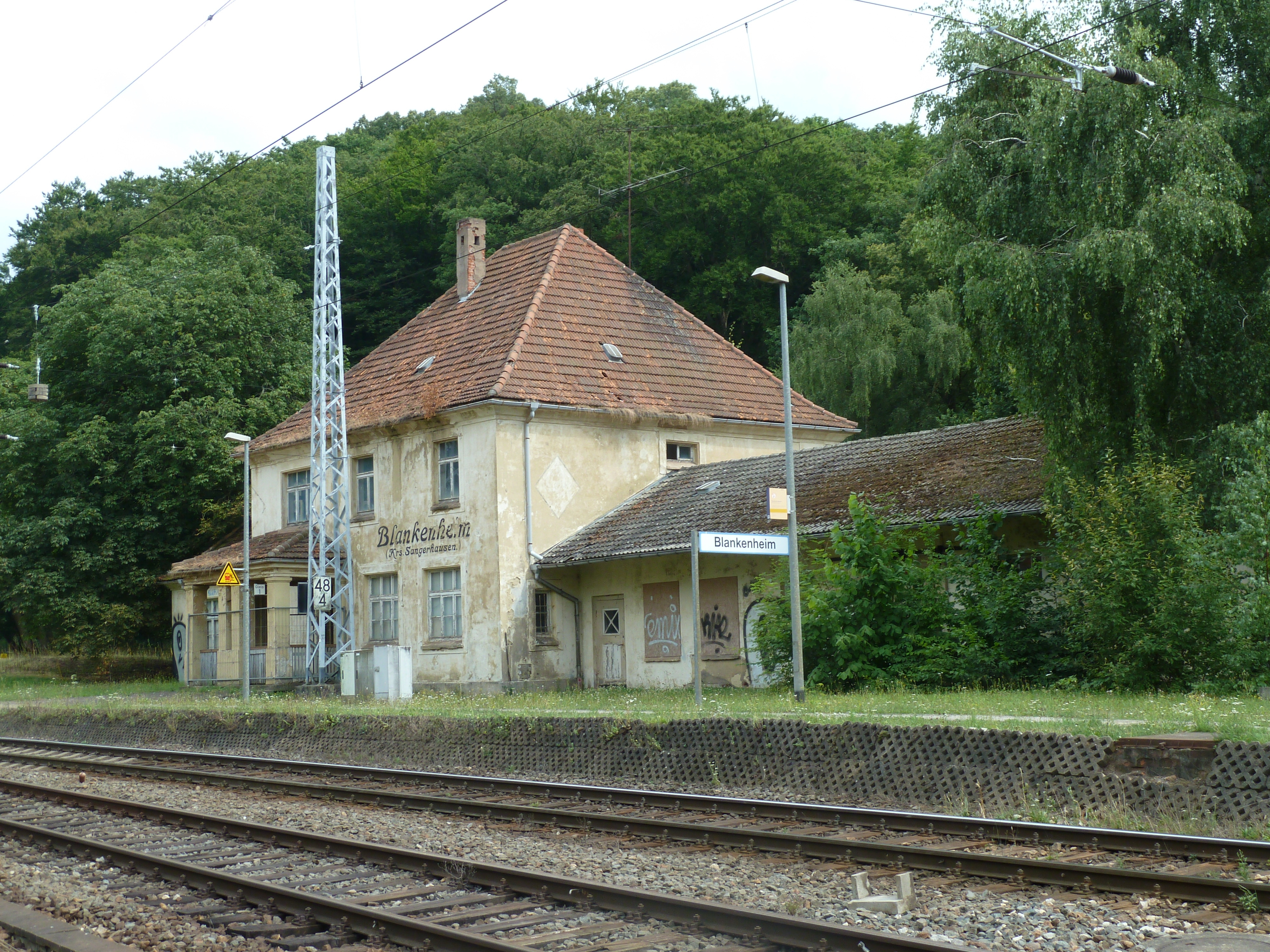
Station Blankenheim (Kr Sangerhausen)
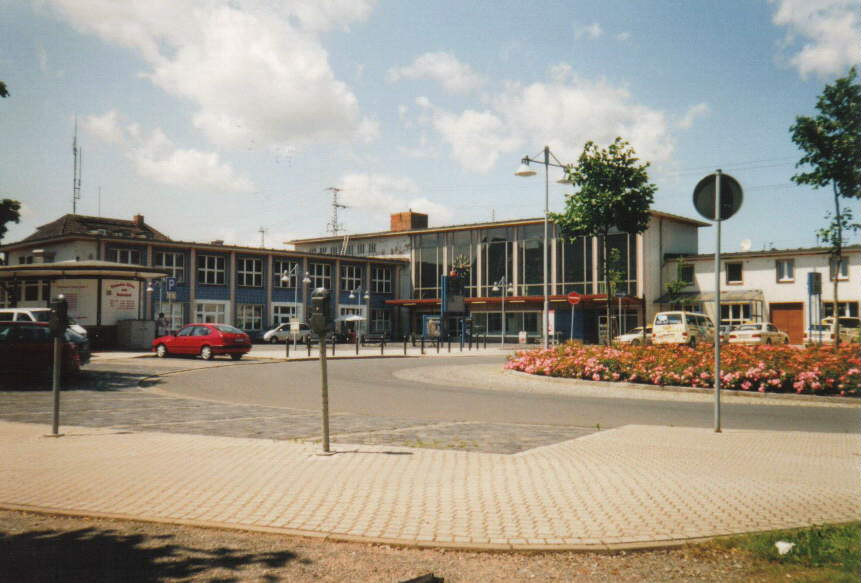
Station Sangerhausen
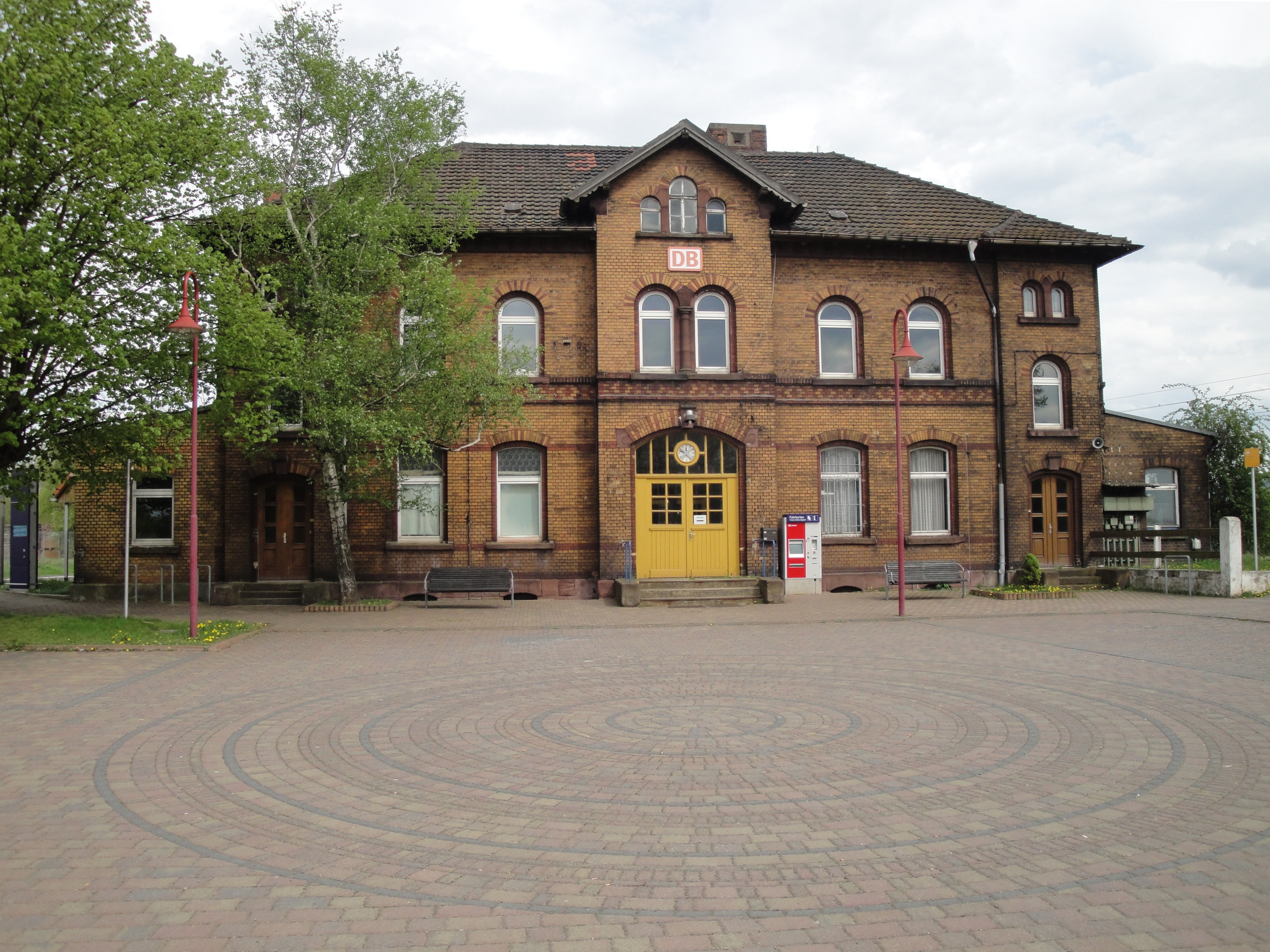
Station Berga-Kelbra
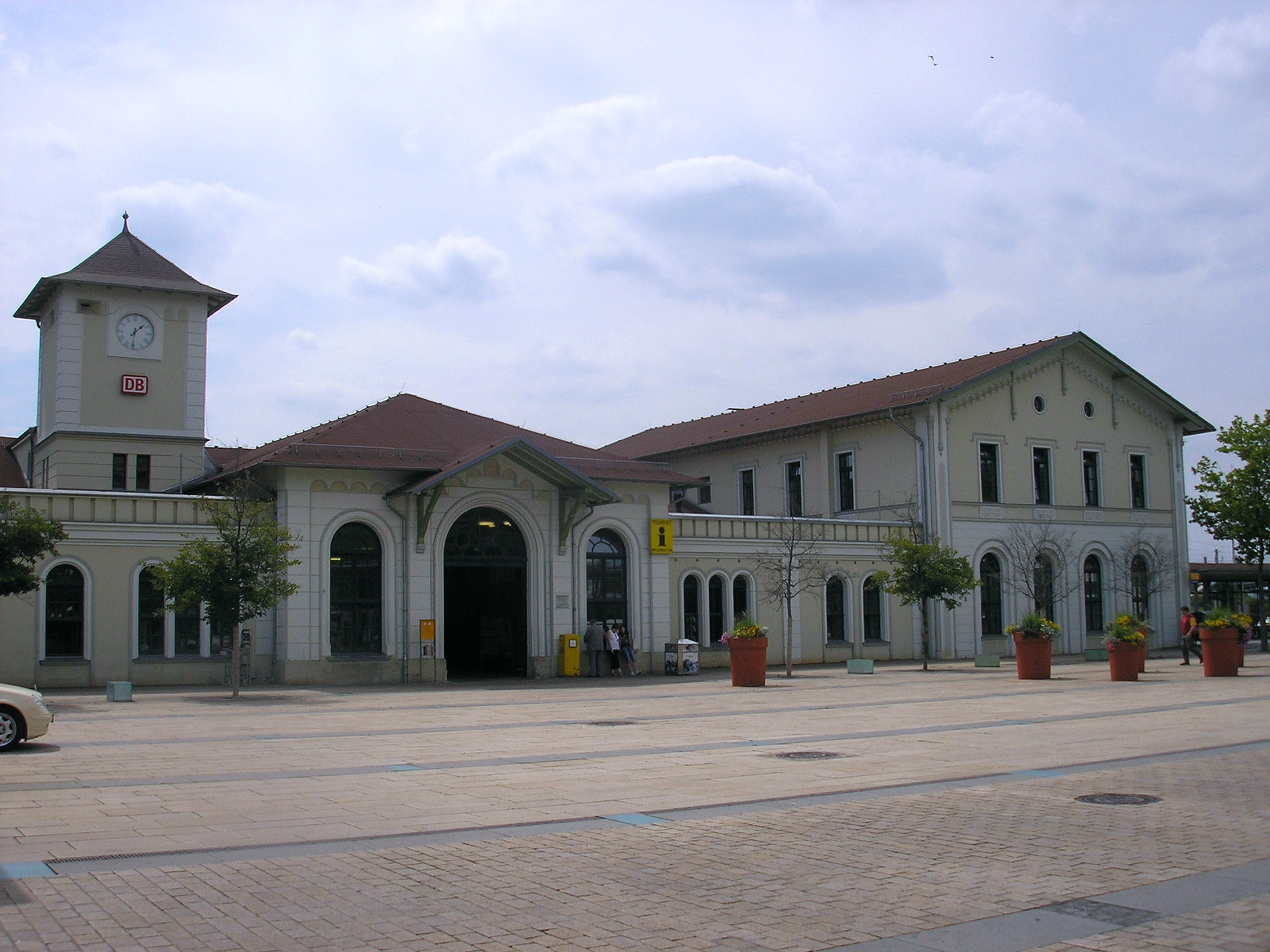
Station Nordhausen
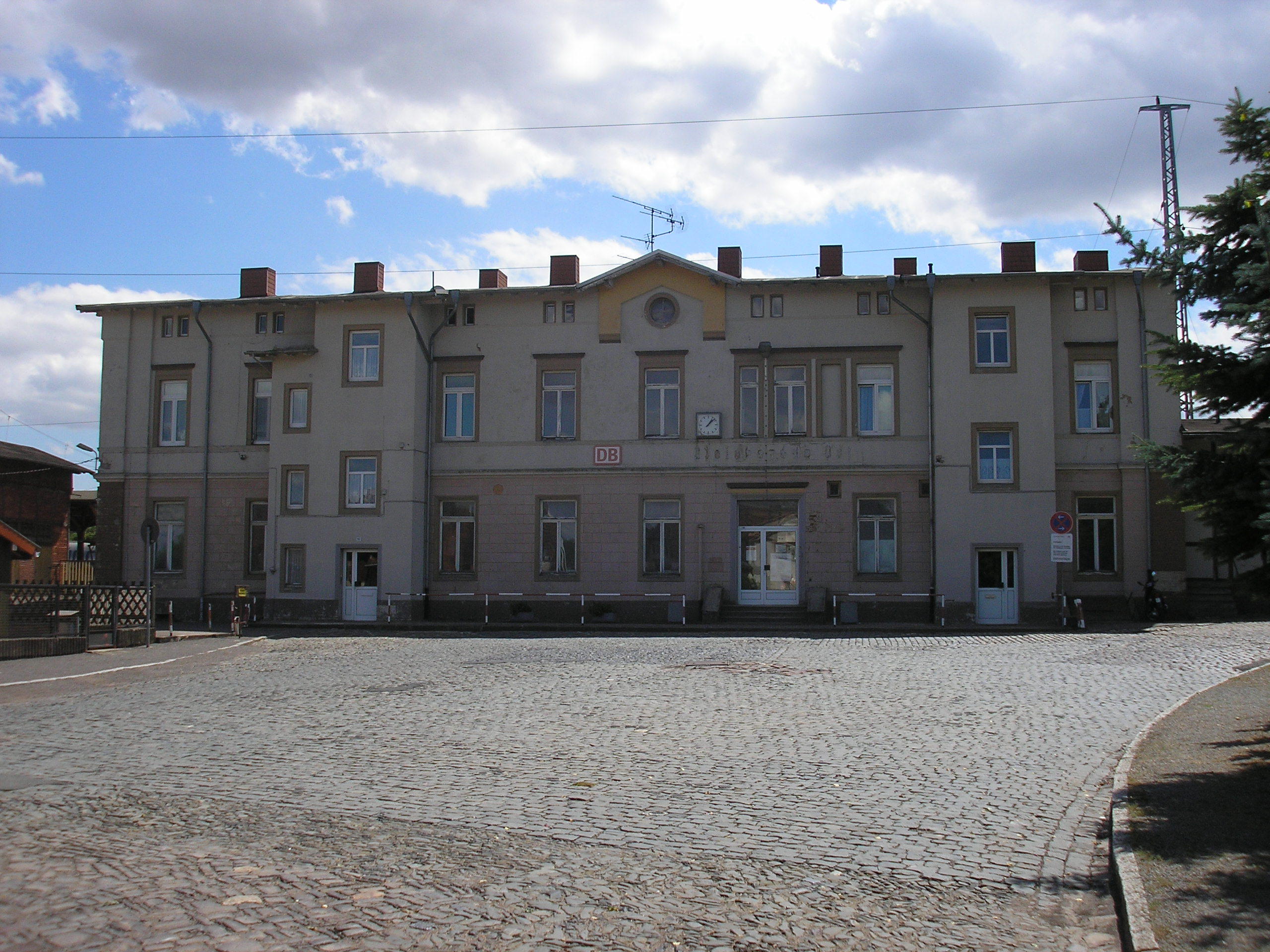
Station Bleicherode Ost
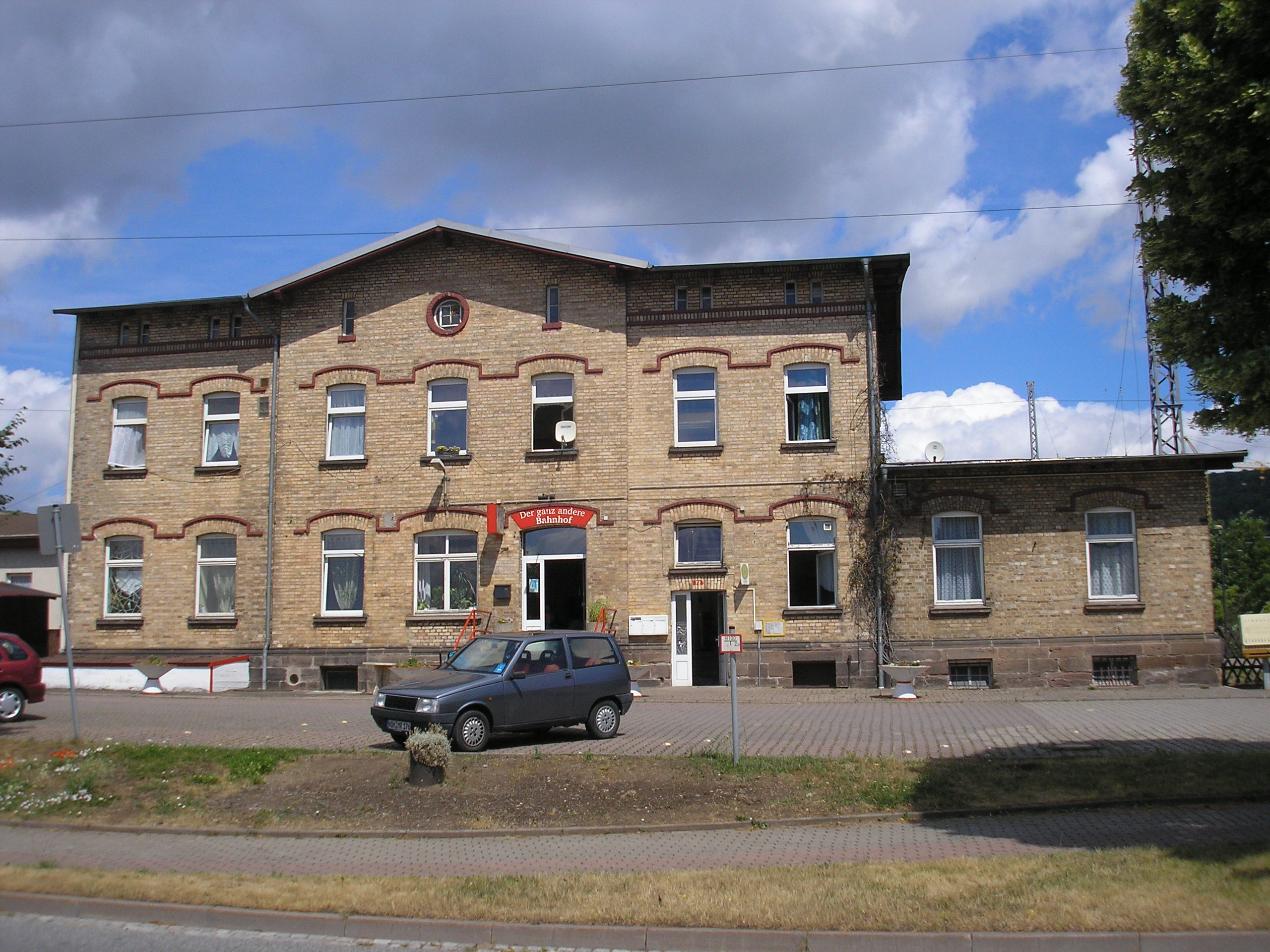
Station Sollstedt
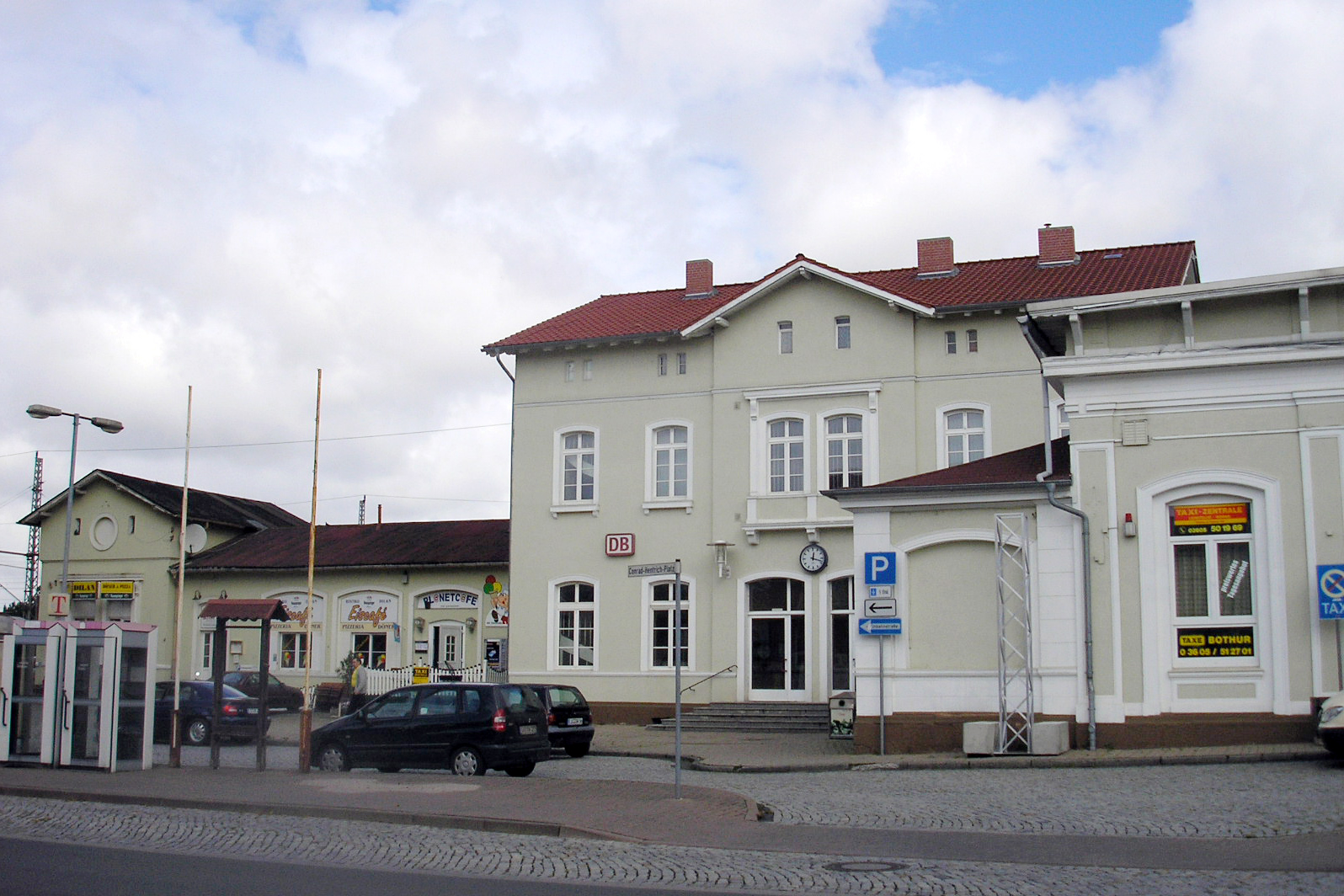
Station Leinefelde
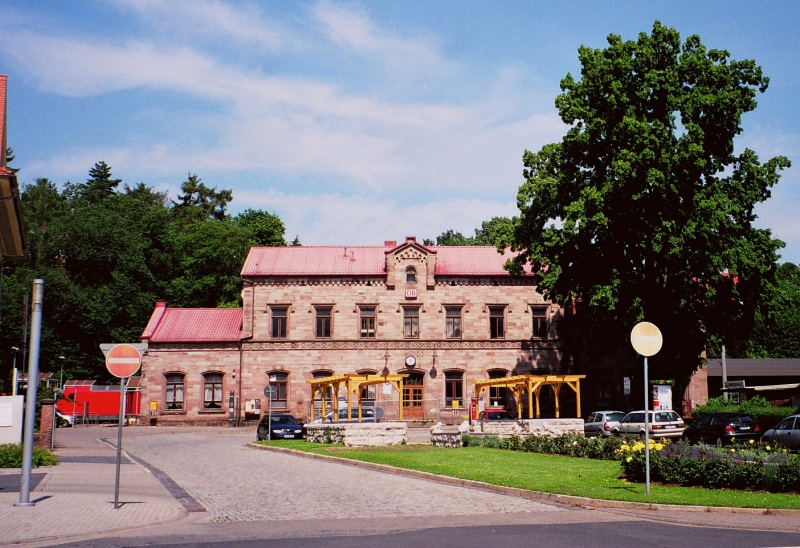
Station Heilbad Heiligenstadt
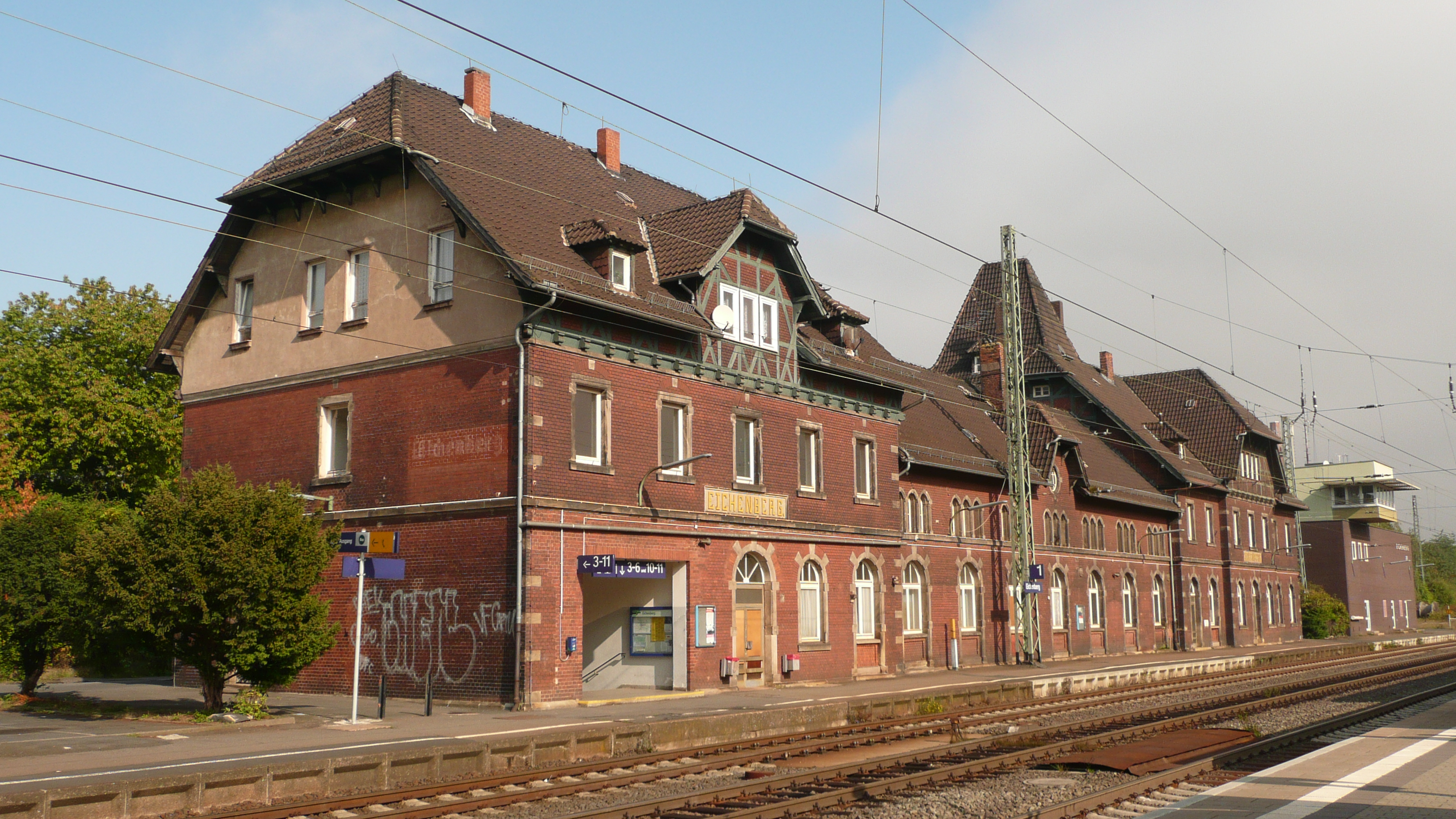
Station Eichenberg
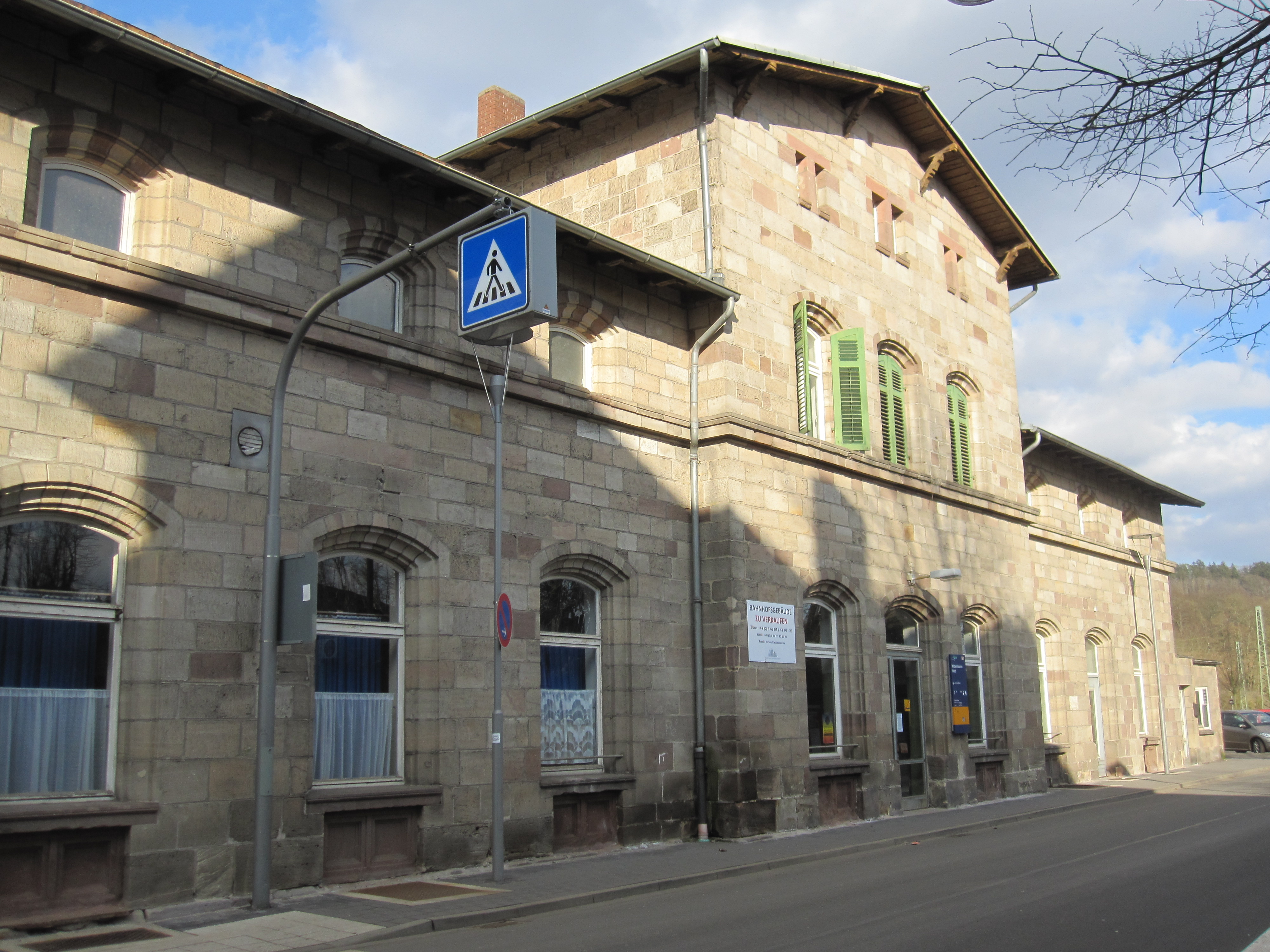
Station Witzenhausen Nord
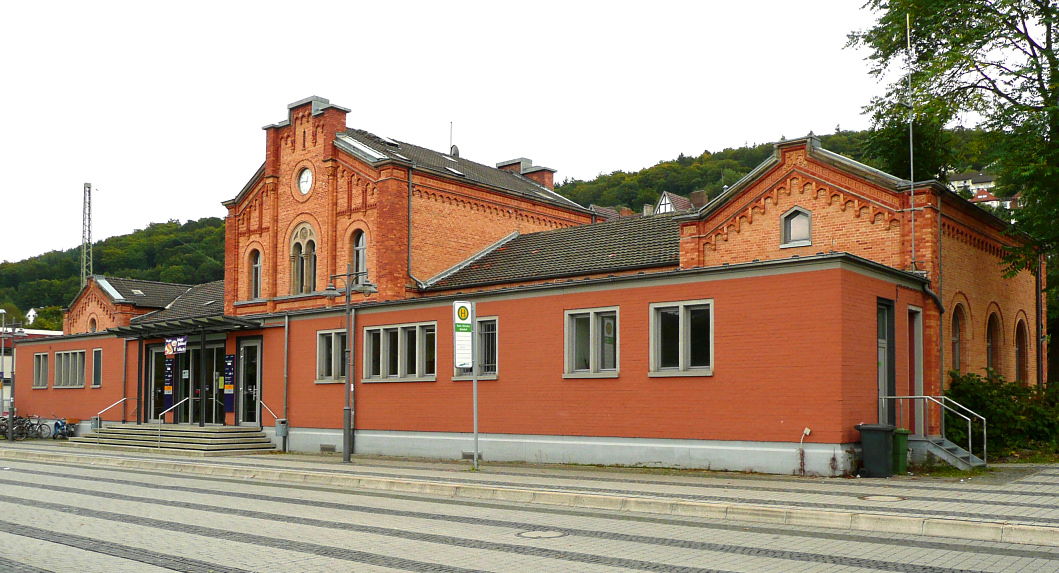
Station Hann. Münden